# ジェット・リー
ジェット・リー（英: Jet Li）こと、李 連杰（リー・リンチェイ、本名: 李 陽中〈リー・ヤンチュン〉、1963年4月26日 - ）は、中国出身のアクション俳優、武術家、映画プロデューサー、慈善家。チベット仏教徒。2000年にアメリカ国籍を取得したが2009年からはシンガポールに帰化した。

## 経歴

### 生い立ち・中国武術習得
李連杰〈リー・リンチェイ〉（本名：李陽中〈リー・ヤンチュン〉）は、1963年4月26日、中国東北部の遼寧省瀋陽市で生まれた（Web上では北京市と記されていることもある）。5人兄弟（兄2人、姉2人）の末っ子で、リーが2歳の時に父親が上海に出張中に脳梗塞で亡くなったため、母親が苦労して一家を支えた。家は貧しくいつも腹を空かしていた状態だったが、リーは年の離れた姉たちに可愛がられて育つ。
体の小さな息子の修練になればと考えた母親の勧めで、7歳の時に北京業余体育学校の夏休みコースに参加したリーは、1971年7月に同校に入学した8歳の時から本格的にウー・リン（呉淋）先生の指導の下で中国武術を習い始めた。他のスポーツではなく武術のコースに進んだのは、体の大きな子にいじめられても反対にその子をやっつけていたリーを見た先生の強い勧めがあったからだった。先生の見込み通りに、どんどんと上達していったリーは選抜チームに選ばれ、1972年の9歳の時に済南市で開催された中国全国武術大会に出場した。その時の表演が評判となり中国武術界で注目を浴びるようになる。
武術の訓練の傍ら、クンフー（カンフー）をさらに美しく表現するため舞踏の基礎なども学んだリーは、1974年の11歳の時に成安での中国全国武術大会・少年の部で、全6種目最高得点で個人総合優勝し、神童が現れたと大きな話題となる。この大会の時には風邪で高熱があったため周囲が出場を止めたが、どうしても出場希望し休憩中の控室では昏倒しながらも優勝を果たした。
以降、青年の部に転じた1975年でも、大会2日前の練習中に刀で額を切り3針縫う怪我に見舞われながらも個人総合優勝し、その後も1977年から1979年までに（1976年は欠場）、刀術、剣術、槍術などの種目で活躍し、個人総合優勝5年連続という大きな記録を打ち立てた（1978年・1979年には種目別の拳術、刀術、規定拳での優勝も獲得）。「中国武術界の至宝」と賞讃されたリーは、中国の様々な雑誌の表紙を飾った。
1974年以降中国武術団のメンバーとなっていたリーは少年チームの仲間と一緒に、アメリカ、メキシコ、香港、ヨーロッパ、中東などへ親善ツアーにも回り、アメリカではリチャード・ニクソン大統領と面会し声をかけられたこともあった。この中国武術団の一員だった当時、ツアー中に立ち寄った香港でブルース・リー主演の『ドラゴン怒りの鉄拳』（1972年公開）を偶然観たリーは強い感動を覚える。
体育学校でのチーム練習に励んでいた厳しい修業時代には、やんちゃでいたずら小僧的な面やユーモアもあり、こっそりとうまく倉庫に忍び込みチョコレートやリンゴやみかんなどを盗んできてみんなに配ったり、1975年の地震で寮や練習場が倒壊寸前になった時も、先生の言うことを聞かずに危険な建物に窓から入って食堂から食べ物を調達したりする子供だったという。

### 香港映画界へ
そんな中国武術の活動の日々の中、映画監督の張鑫炎（チャン・シン・イエン）が少林拳を題材とする映画の出演者を選ぶために北京業余体育学校を訪れ、監督らによるカメラテストで主役はリーが適役と判断された。1981年に知り合いの映画スタッフから映画主演の誘いがあり、「自分が学んできた中国武術の素晴らしさを世に示せるなら……」と考えたリーは依頼を快諾し、19歳の時に中国・香港合作の初主演作『少林寺』（1982年）で映画デビューを果たした（芸名の李連杰=リー・リンチェイ名義）。
動乱の中国を舞台に、圧政を強いるワン将軍に父親を殺され仇討ちをする少年「小虎」を演じた初々しい18歳のリーはたちまち中国の人気スターとなった。リー同様に少林拳法の武術特訓を演じた他の武術少年たちも無名キャストばかりだったが、武術修行に励むシーンのリーの動きの芸術性や、中国本土ロケのエキゾチックな風景、生真面目で切れ味の鋭い拳法の美しさが日本人の好みに合致して、中国や香港だけでなく日本でも少林寺ブームが起るほどの大ヒットとなった。映画のキャンペーンのため初めて日本を訪れた時は映画での坊主頭と違ってふわっとしたウェーブのある長めの髪型だった。
杭州全国武術大会や南京武術友好大会の模様を収録した記録映画ドキュメンタリー映画『ドキュメント 燃えよカンフー』（1983年）にもゲスト出演したリーは、母校の北京業余体育学校で武術のコーチをしながら、コメディ・タッチの2作目『少林寺2』（1984年）や、北少林寺で修行する青年が偶然であった男女と力を合わせて悪代官を倒す3作目の『阿羅漢』（1986年）でも主役を演じて成功を収め、本格的に映画界への転身を決意する。この『阿羅漢』の頃にフィリピンなどで覚えやすいようにフィリピンの観客から「ジェット・リー（Jet Li）」という英語名も付けられた。
そして少林寺ブームが下火になった後の1988年の『ファイナル・ファイター 鉄拳英雄』では初監督を果たし（本名の李陽中=リー・ヤンチュン名義）、日中戦争後の混乱が続く中国に駐留する米兵の理不尽で横暴な扱いに耐えかねて戦いに挑む青年を好演し、背中を負傷してしまうほど熱演した。翌1989年の『ドラゴンファイト』ではデビュー間もないチャウ・シンチーやニナ・リーと共演して、シリアスな映画2本が公開されたが、興行成績的には全く振るわなかった。同年には、珍しいキス・シーン（軽いキス）もあるロサンゼルスを舞台にした『ハード・ブラッド』も製作されたが、現代物でのリーの興行成績の低さから公開が見合わされた（3年間お蔵入りとなる）。当時の香港映画は「香港ノアール」と呼ばれるチョウ・ユンファ主演の『男たちの挽歌』（1986年）の二丁拳銃によるガンアクションが大人気となっていた頃で、素手で戦うアクションが強みのリーにとっては不遇の時代だった。
私生活では、北京業余体育学校時代からの幼なじみで『少林寺2』（1984年）や『阿羅漢』（1985年）で共演したホアン・チューイェン（黄秋燕）と1987年に結婚し女児2人を儲けていた当時のリーは、『ファイナル・ファイター 鉄拳英雄』、『ドラゴンファイト』の興行成績不振などの失意から映画界での未来が見えなくなり、一家で渡米しロケ地だったロサンゼルスやサンフランシスコで暮らしながらも、離婚問題やアメリカでの市民権獲得の問題なども抱え、生活のため武術教室を開校することも考えていた（黄秋燕とはその後1990年に離婚）。そんな折、1989年製作の『ハード・ブラッド』の監督だったツイ・ハークがリーを香港に呼び戻し、歴史映画『ワンス・アポン・ア・タイム・イン・チャイナ 天地黎明』の主人公で、必殺技「無影脚」で知られる中国に実在した伝説的な武術家「黄飛鴻」役にリーを抜擢し、それがリーの当り役となった。
1991年公開の『ワンス・アポン・ア・タイム・イン・チャイナ 天地黎明』は以降もシリーズ化されるほどの大ヒットを記録し、再ブレイクしたリー自身も香港映画界の最前線に復帰して「功夫皇帝」と呼ばれるスターの座を確固たるものにした。この映画の大ヒットにより、香港で古装片（時代劇）アクション・ブームが巻き起こり、日本でも、「ラン提督」役のドニー・イェンとリーが死闘を繰り広げた2作目『ワンス・アポン・ア・タイム・イン・チャイナ 天地大乱』（1992年）が大ヒットして、『少林寺』（1982年）の頃のリーを知らない新たな日本の若いファン層の支持も得た。中国の人気作家・金庸の小説『秘曲 笑傲江湖』を原作とした『スウォーズマン/女神伝説の章』（1992年）では、剣の達人だが女や酒にもいけるというリーとしては珍しい役柄の主人公「令狐冲」で主演し、これも大ヒットとなった。
だが同じ1992年の4月16日には、「富藝電影公司」社長でリーが信頼していた友人のジム・チョイ（蔡子明）が突然2人の男に事務所前で銃殺されるという悲劇が起きた。このジム・チョイは、リーと「ゴールデン・ハーベスト」との間でトラブルがあった際、両者の関係を修復してくれた人物でもあり、当時のリーのマネージャー・羅大衛（リーの収入を搾取していた人物で黒社会との関係もあった）との契約解消をめぐるトラブルに悩んでいたリーの心の支えとなっていた人物でもあった。
ジム・チョイの力添えで「富藝電影公司」製作により、リーとミシェル・ヨーとの共演作『ドラゴン・イン/新龍門客棧』が撮影されることになり、衣裳撮りやスチール写真も撮影されていたが、チョイの死後、製作会社の方針が変り、まったく別の出演者やスタッフに変更されてしまった。またこの映画の約束を生前チョイとリーがしていたことから、羅大衛から契約違反の訴訟を起されるなど、チョイの死の悲しみや映画出演キャンセルの失意の上にさらなる訴訟問題が降りかかったリーは、3作目『ワンス・アポン・ア・タイム・イン・チャイナ 天地争覇』（1993年）の撮影が残ったまま北京に失踪してしまったこともあった。この頃にはツイ・ハークとも摩擦が生じ、3作目をもって一旦2人は決別となった。
「黄飛鴻」役で人気が再燃していたリーは、こうした関係者とのトラブルの面からも1992年に自身の映画製作会社「正東制作有限公司」を設立し自作のプロデュース業も始めて、南派少林拳の達人とされる伝説の格闘家「方世玉」のお茶目な若き日をユーモラスに描いた『レジェンド・オブ・フラッシュ・ファイター 格闘飛龍 方世玉』（1993年）や、その続編『レジェンド・オブ・フラッシュ・ファイター 電光飛龍 方世玉2』（1993年）、バリー・ウォン（王晶）監督下での「黄飛鴻」役の『ラスト・ヒーロー・イン・チャイナ 烈火風雲』（1993年）、太極拳の創始者とされる「張三豊」役でミシェル・ヨーと共演できた『マスター・オブ・リアル・カンフー 大地無限』、金庸の武侠小説 『倚天屠龍記』の主人公「張無忌」役の『カンフー・カルト・マスター 魔教教主』（1993年）など中国に伝わる武術家やヒーロー物を立て続けに製作・主演した。
翌年には、一家を皆殺しにされ生き残った赤ん坊の息子に玩具か刀を選ばせ乳母車で放浪の復讐旅に出るという、日本の『子連れ狼』を真似た冒頭シーンやリーの格闘シーン以外はコメディ調の『新・少林寺伝説』（1994年）では少林寺の英雄「洪熙官」を演じ、さらには、ケビン・コスナー主演の『ボディーガード』（1992年）と似たプロットで、殺人事件を目撃してしまった女性を守るボディーガードの青年を演じたラブ・サスペンス風の現代物『ターゲット・ブルー』（1994年）でガンアクションに挑戦し成功させた。
その勢いに乗ったリーは、尊敬するブルース・リーの1972年のヒット作『ドラゴン怒りの鉄拳』をリメイクした『フィスト・オブ・レジェンド 怒りの鉄拳』（1994年）でも製作兼任で主人公「陳真」を演じ、日本人の恋人役の中山忍や空手家の倉田保昭とも共演した。本家の『ドラゴン怒りの鉄拳』と同じく他の多くの抗日リメイク作品では日本人はみな極悪非道な人間として描かれていたが、このリー製作主演のリメイクで初めて良心的な真正の日本人武道家も描かれた。この頃のリーのアクションは、若さやその鋭い切れ味で先輩のジャッキー・チェンを大きく上回っていた。
また、『新・少林寺伝説』（1994年）で共演した子役のシー・ミャオを再び息子役に起用し、ガンアクションを取り入れた父子鷹物の『D&D 完全黙秘』（1995年）では潜入秘密公安捜査官を演じ、ブルース・ウィリス主演の『ダイ・ハード』（1988年）をパロディ化したような『ハイリスク』（1995年）では、『新・少林寺伝説』でも共演したお色気女優のチンミー・ヤウや、コミカルなジャッキー・チュン（ジャッキー・チェンを模したスター「フランキー」役）を相手にリーだけはシリアス演技がお約束の迫力あるアクションを好演した。
翌年には、普段は図書館勤務の堅物青年で実は人体改造手術を受けているスーパー・ヒーロー青年の活躍を「グリーン・ホーネット」風の黒マスクで演じた初のSF物の『ブラック・マスク』（1996年）や、香港版の「インディアナ・ジョーンズ」のような考古学者役を演じた『冒険王』（1996年）も発表するなど様々な作風を試みながら、世界的な視野を見据えた意欲的な活動をみせた。
この頃、リーはツイ・ハークと和解し、「ワンス・アポン・ア・タイム・イン・チャイナ」シリーズ6作目となる『ワンス・アポン・ア・タイム・イン・チャイナ&アメリカ 天地風雲』（1997年）で再び「黄飛鴻」役にも返り咲き、アメリカの西部に渡った「黄飛鴻」の活躍を好演した。翌1998年には、悪辣な日本人富豪を暗殺したヒットマン「セラフ」捜しをめぐるミステリー調アクション『ヒットマン』で、コミカル演技も得意なベテラン俳優のエリック・ツァンと共演し、不器用で心優しい暗殺者を主演した。

### ハリウッド映画界に進出
そうした活動がアメリカのリチャード・ドナー監督の目にとまって、直接本人からの電話で出演オファーが舞い込み、メル・ギブソン主演の人気シリーズ4作目『リーサル・ウェポン4』（1998年）でハリウッド映画デビューを果たし、同時にグローバルネームを英語名のジェット・リーと改めた。初の悪役に挑戦し苦手だった英語も猛特訓した『リーサル・ウェポン4』で無敵の強さを持つ中国マフィアの殺し屋を好演し、主役の2人を食うほどの圧倒的な存在感を発揮したリーの元には、それ以後様々な監督から出演依頼が殺到するようになった。この頃、私生活では1999年に香港の女優ニナ・リーと再婚してカリフォルニア州に居を構えた。
人気R&B歌手のアリーヤと共演したハリウッド初の主演作『ロミオ・マスト・ダイ』（2000年）も全米興行収入で2位を記録する大成功を収め、125ものパラレルワールドに存在する善と悪の何役もあるSFアクションの話題作『ザ・ワン』（2001年）でも主役を演じダイナミックなカンフーを見せた。フランスのリュック・ベッソン監督の『キス・オブ・ザ・ドラゴン』（2001年）では、リー自らが原案・企画をし、異国のパリで濡れ衣を着せられた中国麻薬捜査官の孤軍奮闘のアクションを見事に演じ、ヨーロッパの格闘技チャンピオンのシリル・ラファエリを迎えての本格的な格闘シーンも見せ場となった。ラッパーのDMXと共演した『ブラック・ダイヤモンド』（2003年）でも秘密警察官を好演し金網内での多数相手のデスマッチが注目されたリーは、世界的なアクション・スターに飛躍した。
中国のチャン・イーモウ監督の武侠映画『HERO』（2002年）では刺客「無名」を演じ、オープニング間もなく繰り広げられたドニー・イェンとの華麗な武術対決シーンが話題となった。この『HERO』のプロモーション訪日のインタビューでは、映画界では人気がなくなるからと老いることを怖れる俳優が多くいるが、自分は老いることを怖いとは思わないと述べて、「人気がある時もない時も同じように人生の一瞬一瞬を楽しんで生きたいんです」と仏教徒としての気持を語った。その後も、自身も製作に参加しモーガン・フリーマンと共演した『ダニー・ザ・ドッグ』（2005年）では、悪徳高利貸しにピアニストの母を殺され闘犬のように育てられた主人公「ダニー」の野性と繊細さを好演し、次第に人間らしさを取り戻していく難しい表現にも挑戦し成功を収めた。
しかし2004年12月に起きたインドネシアのスマトラ島沖地震の際には、ちょうど家族とインドネシアにバカンスに来ていたリーは災害に巻き込まれてしまい、一時は行方不明と報道されて安否を危ぶまれたこともあった。幸い怪我は軽傷で済んで無事にチャリティー・コンサートに出席しファンをほっとさせた。翌2005年10月にも、インドへの聖地巡礼の旅の最中にパキスタン地震に遭遇する出来事もあったが、この地震では特に何の被害もなかった。
2006年には、実在の武術家「霍元甲」を演じた『SPIRIT』（2006年）を最後に武術映画から引退すると公言した。「異種格闘技戦」のシーンでは中村獅童とも共演し死闘を好演した。この映画で、香港映画評論学会大奨の主演男優賞を受賞した。リーは2000年代のこの頃に、「昔はいい人が悪い奴をやっつけて終わりという映画を作っていたが、やがて暴力は何も解決しない、と思うに至った」としばしば口にするようになる。『SPIRIT』の撮影後、リーは長く住んでいたカリフォルニアを離れ、家族とともに故郷の中国へ帰国した。

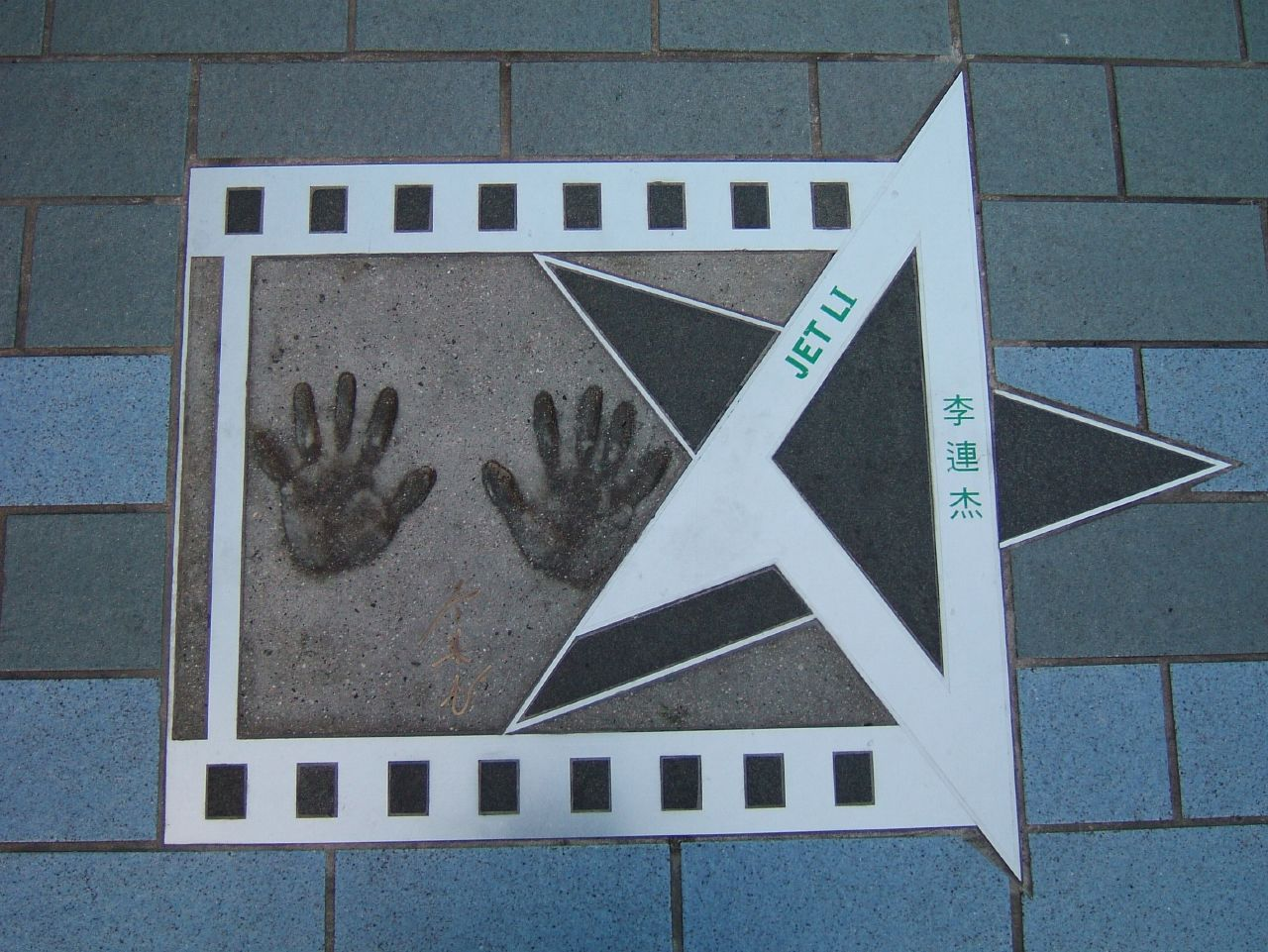
香港のアベニュー・オブ・スターズにあるジェット・リーの手形

その後は『ザ・ワン』（2001年）以来、ジェイソン・ステイサムと共演した『ローグ アサシン』（2007年）で謎の殺し屋を演じ、馬新貽殺人事件を題材とした『ブラッド・ブラザース 刺馬』（1973年）のリメイク『ウォーロード/男たちの誓い』（2007年）ではアンディ・ラウや金城武と共演し、香港電影金像奨の最優秀主演男優賞を受賞した。
2008年にはアクション・スターの先輩ジャッキー・チェンとの本格的なアクション初共演作『ドラゴン・キングダム』が公開され、『ハムナプトラ3 呪われた皇帝の秘宝』では「始皇帝」役で出演した。2010年にはアクション映画ではない『海洋天堂』で自閉症の息子の行く末を憂える一般人の父親役を演じて高評価され新境地を開いた。また同年には、シルヴェスター・スタローンやアーノルド・シュワルツェネッガー、ジェイソン・ステイサムやブルース・ウィリスなどハリウッドアクション俳優の主役級が多数出演する『エクスペンダブルズ』に参加し、シリーズ2作目『エクスペンダブルズ2』（2012年）や3作目の『エクスペンダブルズ3 ワールドミッション』（2014年）にも出演した。

### 甲状腺の病気を告白以後
『エクスペンダブルズ』シリーズの合間には、『白蛇伝説〜ホワイト・スネーク〜』（2011年）や、デジタル3Dの『ドラゴンゲート 空飛ぶ剣と幻の秘宝』（2011年）、現代物の『ドラゴン・コップス-微笑捜査線-』（2013年）など精力的に主演アクション俳優として活躍していたが、その2013年には、数年前から甲状腺の病気（甲状腺機能亢進症）を患い心臓の動悸を薬で抑えている状態のため、カンフーはおろか簡単な運動もできないことを明かしていた。その後2016年には、一時はかつての面影が見られなくなった写真に心配の声がTwitterなどで上がっていた。
そうした中、『封神伝奇 バトル・オブ・ゴッド』（2016年）では主人公で古代中国の軍師姜子牙役を演じ、2017年には中国武術の振興を目的に自身が製作し、ジャック・マー主演の短編映画『功守道』が公開され、リーも老召使い役で出演した。この映画は、親交のあるジャック・マーとの交流から生まれた映画で、「アリババグループ」会長のマーの映画デビュー作となった。アクション顧問には、リーの代表作や『マトリックス』などの武術指導でも有名なユエン・ウーピン、共演者にはドニー・イェンやサモ・ハン、元横綱のドルゴルスレンギーン・ダグワドルジ（朝青龍）、トニー・ジャーら著名人も出演した。
2018年には体調も回復し、チベット自治区の首都ラサにあるトゥルナン寺や、北京市内にある太極拳関連の施設を訪問して元気はつらつとした姿を見せた。2020年には、「皇帝」役でリウ・イーフェイやドニー・イェンと共演したディズニーの実写版映画『ムーラン』が公開され、登場シーンは少ないが老練なアクションシーンも披露。本人は当初出演のオファーを断っていたが、この映画に出てほしいと15歳の愛娘に懇願され、仕事を引き受け、結果的に娘のアドバイスを聞き入れて引き受けて良かったと語っている。
2021年に開催された「第6回ジャッキー・チェン国際アクション映画ウィーク」（成龍国際動作電影周）で発表された「映画史に残る10大アクション映画」で、『少林寺』（1982年）、『ワンス・アポン・ア・タイム・イン・チャイナ 天地大乱』（1992年）、『HERO』（2002年）の3作品が入り、ジェット・リーの主演作が最も多く選出された。
2023年11月に自伝本『超越生死：李連杰尋找李連杰』(Beyond Life and Death: Jet Li Looking For Jet Li)を出版した。同時期には、台湾で行なわれたイベント会場に登場し、冒頭の挨拶で「おはよう。まだ死んでないよ」と笑いを取って死亡説を一蹴した。

## 慈善活動
2004年に、インドネシアのスマトラ島沖地震に巻き込まれるも軽傷で済み、家族は無事に避難した。それをきっかけに2006年1月に中国紅十字会の親善大使となった。

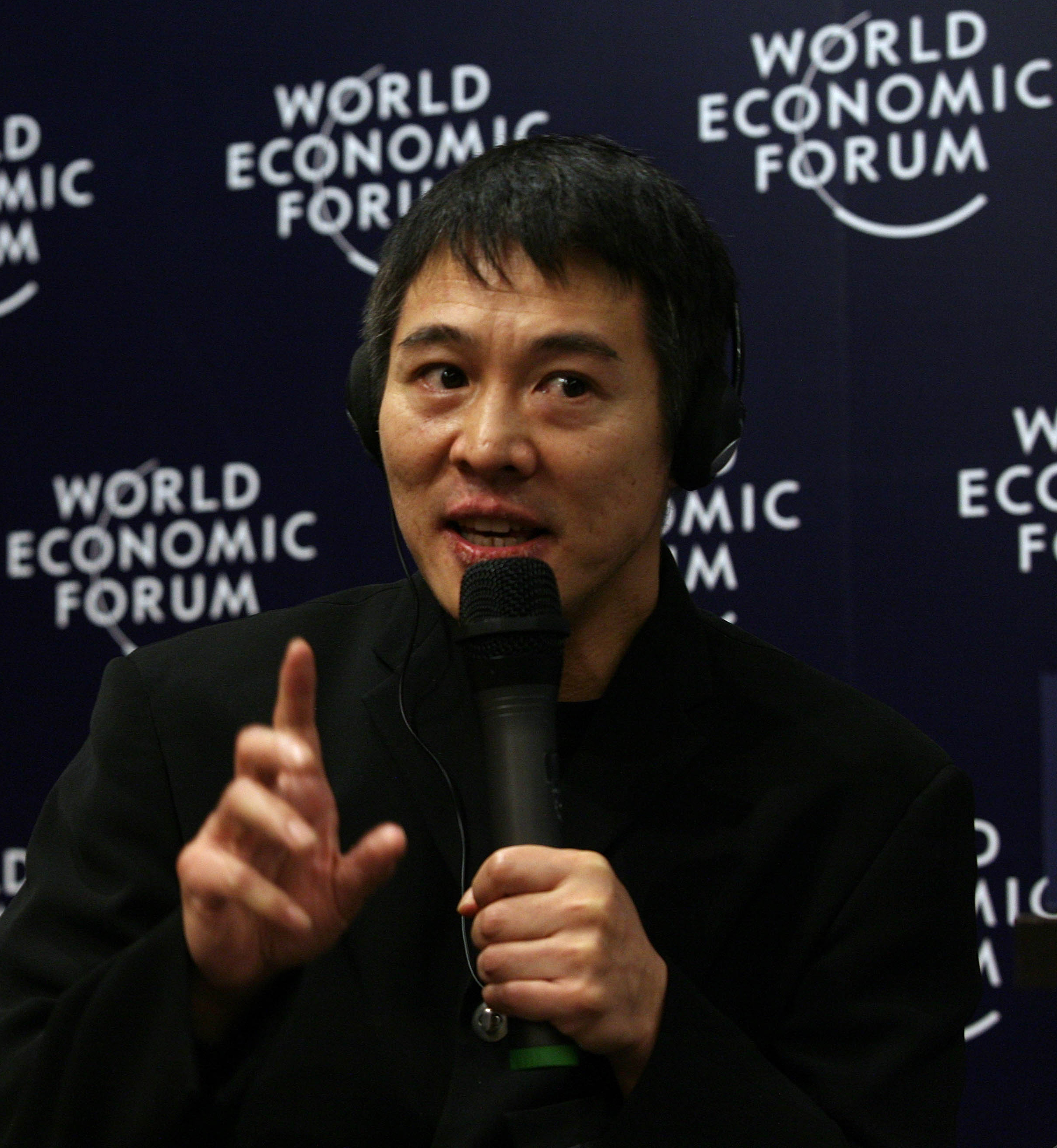
中国天津市での「世界経済フォーラム」にて（2008年）

2007年には中国紅十字会と協力して「壹基金」（壹基金）を設立して基金活動を本格的に開始した。
2008年3月、「壹基金」の取り組みでフォーブス誌に「アジアの慈善家48人」に選出され、同年5月には、発生した四川大地震でのボランティア活動に専念するため、年内の芸能活動はしないと宣言し、2009年の平成21年台風第8号などによる災害からの復興支援にも尽力した。
2010年9月、国際赤十字赤新月社連盟の初代親善大使となった。
2011年3月に日本で起った東日本大震災の被災者支援のため、励ましのメッセージと主宰する「壹基金」から義援金を送った。

## 武術広報
1986年の時には、中国の「中華武術国際発展公司」の理事長として活動した。
2007年に中国武術の競技を統轄する国際武術連盟の宣伝大使に選ばれており、2010年に中国で行われた第1回スポーツアコードワールドコンバットゲームズなどで広報活動を行った。
2011年、太極拳を世界に広めるために「太極禅国際文化発展有限公司」をアリババ社の創業者ジャック・マーと共同設立してCEOに就任した。

## アクション・スタイル
ジェット・リーの武術アクションは、ダイナミックでスムーズな動きの美しさに特徴があり、中国武術の型に則った演武のアクションが基本になっている。そのアクションは北派の武術を基礎とし、それに忠実かつ俊敏な連続技に特徴があり、その技の流れは華麗で美しいと評価されている。
ブルース・リーやジャッキー・チェンのカンフー・アクションに見られる、いい意味でも悪い意味でも存在した「ドロ臭さ」のようなものがジェット・リーにはないことも特徴で、透明感のある佇まいが感じられるアクション・スタイルとなっている。ジェット・リー本人は自身のアクションについて、「私の武術は型を見せるもの（演武）です。戦うための武術ではないので、実際にはそんなに強くないんですよ」と語っている。
ジェット・リーのアクションの基礎は北京武術大会5連覇の実績からも判るように、競技武術の長拳（武術太極拳）が中心となっており、映画『少林寺』（1982年）、『SPIRIT』（2006年）などでも見せた三節棍、槍術、刀術などの武器の技も得意とする。
青年時代の映像などの記録では翻子拳や酔拳などを映画撮影のために学んだ経緯も残っており、素早い動作の翻子拳の力強く華麗な演武や、独自に舞のようにアレンジした美しい酔拳を披露している。また、多数の敵を想定し、前後左右を攻撃し四方八方を防御するため独自に考え出した鍛錬法もあり、ボクシングのスパーリング用のようなボールを前後左右の木々の上下にいくつも付け、各所に素早く連打と足蹴りを繰り返す術を披露している。
映画『少林寺』で披露した技は本来の少林拳ではない。本来の少林拳は今や民間伝承に僅かに残るものだけになっており、中国で少林拳とされる諸派は映画『少林寺』公開以後のブームから創作された近代少林拳である。当時、少林寺（嵩山少林寺）には武僧はほとんど残っておらず、やむなく競技武術選手であるリーを招聘した。中国の少林拳を参考に創作された日本の少林寺拳法の一団も招聘され、何とかして無き少林拳を見た目だけでも映像化したかった窮状が垣間見える。
『ザ・ワン』では柔と剛を象徴して柔は八卦掌中心、剛は形意拳を中心に演じている。

### 演じた武術家
史実に登場する伝説的な武術家を演じることが多い。
- 黄飛鴻 - 『ワンス・アポン・ア・タイム・イン・チャイナ 天地黎明』『ワンス・アポン・ア・タイム・イン・チャイナ 天地大乱』『ワンス・アポン・ア・タイム・イン・チャイナ 天地争覇』『ラスト・ヒーロー・イン・チャイナ 烈火風雲』『ワンス・アポン・ア・タイム・イン・チャイナ&アメリカ 天地風雲』
- 方世玉 - 『レジェンド・オブ・フラッシュ・ファイター 格闘飛龍 方世玉』『レジェンド・オブ・フラッシュ・ファイター 電光飛龍 方世玉2』
- 張三丰 - 『マスター・オブ・リアル・カンフー 大地無限』
- 洪熙官 - 『新・少林寺伝説（中国語版）』
- 霍元甲 - 『SPIRIT』

## 諸事情で出演できなかった作品
- 『ドラゴン・イン/新龍門客棧』（1992年） - ミシェル・ヨーとの共演で主演予定で衣裳撮りやスチール写真も出来上がっていたが、約束していた製作会社の社長・ジム・チョイ（蔡子明）が殺害されたことでリーとヨーの配役は無しになった。2011年公開の次作『ドラゴンゲート 空飛ぶ剣と幻の秘宝』では主演できた。

## オファーがあったが断った作品
- 『グリーン・デスティニー』（2000年） - 主人公「李慕白」役のオファーがあったが、妻のニナ・リーが妊娠中だったため断り、チョウ・ユンファが主役となった。
- 『マトリックス リローデッド』（2003年）のセラフ役のオファーを断って、『ザ・ワン』（2001年）の出演を決めた。断った理由として、自身が何十年という歳月をかけて構築してきたアクションの動きをコンピューターで全てコピーされてしまうと存在意義が無くなるのと、ビジネス面でも様々な影響が出ると考えたためであるとインタビューで答えている。なお、この作品には『ロミオ・マスト・ダイ』（2000年）でリーと共演したアリーヤもジー役で撮影が始まっていたが完成前の2001年8月に飛行機事故死したことでノーナ・ゲイ（マーヴィン・ゲイの娘）が彼女の代役となった。
- 『グリーン・ホーネット』（2011年） - 主人公「カトー」役の有力候補としてリーの全盛期だった2000年頃に企画されていたが（妻のニナ・リーが妊娠中でもあった時期）、最終的にジェイ・チョウになった。
- 『トリプルX:再起動』（2017年） - 「ジャン」役のオファーがあり、ヴィン・ディーゼル、トニー・ジャーと共演する予定だったが[65]、病気のために降板し、代わりにドニー・イェンになった。

## エピソード

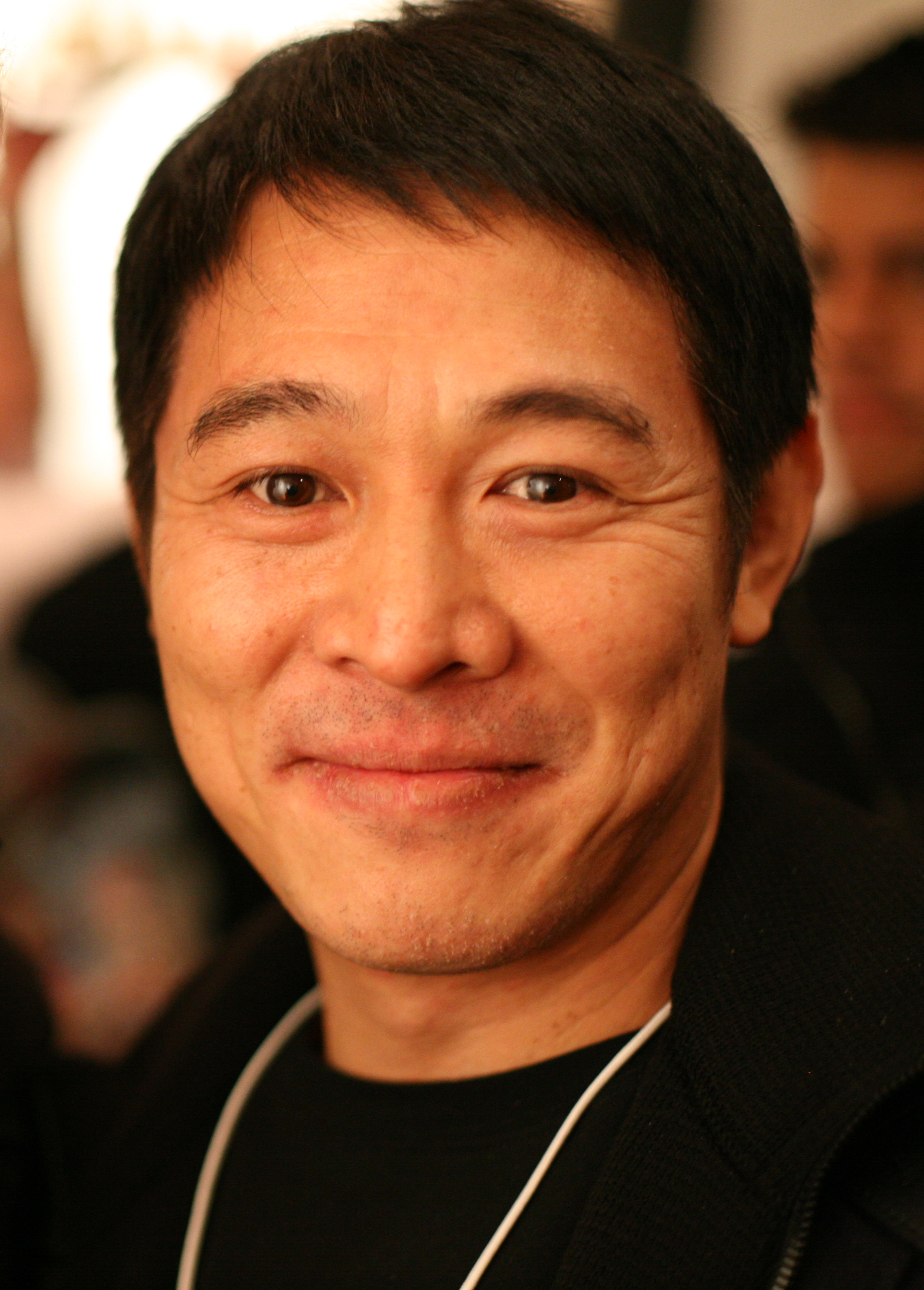
スイスでの「世界経済フォーラム」にて（2009年）

- 日本では「リー・リンチェイ」表記が一般的だが、中国普通話の発音だと「リー・リェンジエ」が近い。
- 英語名の「ジェット・リー」は、3作目の『阿羅漢』（1986年）の頃、中国国外のフィリピンなどで上映されることになってフィリピンの観客から名付けられた[2][1]。
- 中国語圏では「功夫皇帝」の名前で呼ばれることも多い[66][67][68][69][70][71]。
- 出身地は北京市と記されていることもあるが[8]、遼寧省瀋陽市と記されていることもある[1][3][4]。
- 北京業余体育学校では、同い年のドニー・イェンと同期生であった。練習チームは別であったが、リーはイェンの練習の様子は見ていて「彼の脚、スゴイなあ」とイェンの足技に感心していたという[11]。なお、アクション俳優になった後の1998年頃、ドニー・イェンはリーに対して対抗意識を強く持っていた雰囲気があったが、『HERO』公開後の2002年頃には、出演を推薦してくれたリーに対する感謝の気持を述べるなど変化していたという[41]。
- 1974年にアメリカで武術交流会に参加した際、リチャード・ニクソン大統領に「大きくなったら、私のボディーガードになってくれ」と言われるが、「10億の中国国民を護らなくちゃいけないから…」とやんわりと拒否した[9]。
- 『少林寺』のヒットにより日本で少林寺ブームが起っていた頃、『水曜スペシャル 死闘! 中国少林寺』というテレビの特番が放送され、主演のリーをはじめとした出演者の面々が一堂に会し、勝ち抜きトーナメントを開催するという豪華面白企画が行なわれた[16]。試合の様子は、当時プロレス実況で人気を博していた古舘伊知郎アナウンサーの臨場感あふれる実況で中継され、シードされていたリーとフー・チェン・チャンが決勝に勝ち残り、当初はお互い武器を使っていたが、フー・チェン・チャンの武器が弾き飛ばされると、それを見たリーも自分の三節棍を投げ捨て素手で勝負するという盛り上がりを見せた[16]。
- かなり熱心なチベット仏教徒としても知られ、常に数珠を左手首にはめており[11][72]、共演者に数珠をプレゼントすることもあった。ペンダントで天珠を身につけている姿も見られた。
- 『ヒットマン（中国語版）』（1998年）の撮影直後に、とあるラマ僧と会見したリーは、そのラマ僧から「あなたのその鼻の上のホクロを取り除きなさい、そうすればきっといいことがありますよ」と助言された[32]。リーは半信半疑ながらも、一応言われたとおりに病院で鼻の真ん中にあるホクロの除去手術を受けると、帰宅した自宅に電話が鳴り、リチャード・ドナー監督から『リーサル・ウェポン4』の出演依頼が来たという[32]。
- リーが『ロミオ・マスト・ダイ』（2000年）に出演していた頃、アメリカのトーク番組『ザ・トゥナイト・ショー・ウィズ・ジェイ・レノ』にゲストに招かれ、将来的に自分が撮りたい映画として『カンフー・ダンシング』という企画を考えていると話していたことがあった[41]。その内容は、普段は気弱な主人公が自分の好きな音楽が聞えてくると、突如として無敵のカンフー・ヒーローになって次々と悪漢を倒していくというストーリーで、番組内でその話を説明する際に自分でダンスを踊ってみせた[41]。
- 2000年にアメリカ国籍を取得するも後に放棄し[73][6]、2009年にはシンガポール国籍を取得している[6]。
- 『マトリックス』シリーズの主演を務めたキアヌ・リーブスは、ジェット・リー主演の『ワンス・アポン・ア・タイム・イン・チャイナ 天地大乱』（1992年）、『マスター・オブ・リアル・カンフー 大地無限』（1993年）、『フィスト・オブ・レジェンド 怒りの鉄拳』（1994年）を見てマトリックスにカンフースタイルを取り入れたと語っている[74]。
- 『ダニー・ザ・ドッグ』（2005年）のプロモーション訪日時のインタビューなどでは質問の一つ一つに丁寧に答える誠実な様子が、映画の役柄と同様の寡黙な印象ではあるものの、返答のお礼として記者が拱手のポーズを示すと、男性から見ても魅力的な笑顔で返したり、2ショット写真も快く笑顔で応じてくれたりする様子から、その「100万ドルの笑顔」に女性ファンが虜になるのも無理はないと納得できる雰囲気を醸し出していたという[72]。
- 『ウォーロード/男たちの誓い』（2007年）の撮影時に、一部の台湾メディアが文盲だと報じたが、共演者のアンディ・ラウらがそれを否定した[75]。青年時代の映像の記録でも、トレーニングの合間に文芸・芸術の勉強をし読書好きなことが語られている。
- 仏教徒でもあるリーは『ローグ・アサシン』（2007年）は不本意な出演であったと語っており、『ダニー・ザ・ドッグ』（2005年）や『SPIRIT』（2006年）で、暴力が唯一の解決方法ではない、というメッセージを伝えていたが、再び暴力的な役を演じることになってしまい、撮影中何度もこれは自分ではないと言い聞かせて演技をこなしたという。以後リーは、作品選びに慎重になった。出演に至った理由として、兼ねてより計画していた映画製作に必要な資金を調達するため、商業的な作品に出演せざるを得ない状況であったと語られている。
- 『ドラゴン・キングダム』（2008年）で初共演したジャッキー・チェンとの仲は、リーのデビュー作『少林寺』を見たジャッキー・チェンからの連絡で家に招待されたのがきっかけで始まった。当時は個人的に香港俳優と自由に交流することがリーの体育学校で禁じられていたため秘密裏に2人は会い、その後も交流を続け友情を育んでいた。リーは年上のジャッキーのことを「大哥（お兄さん）」と呼んでいるという[76]
- リーとジャッキー・チェンの撮影現場での休憩の様子は対照的で、コーラをがぶ飲みしてスタッフと大声で賑やかに談笑するジャッキーに対し、リーは演出家と演技について熱心に語り合い、飲み物もミネラルウォーターしか飲まず、食事も運転手兼付き人の実兄が毎回届けていた自前の食事を摂っていたという[77][78]。
- 私生活では、1987年にホアン・チューイェン（当時は武術家、後に女優）と結婚（のちに離婚）。彼女との間に2人の娘がいる[11]。1999年には女優のニナ・リーと再婚。彼女との間にも2人の娘がいる[11]。なお、リーの母親は結婚前の若い頃に芸能人だったことがあるという[11]。
- 2番目の妻のニナ・リーとの出会いは『ドラゴンファイト（中国語版）』（1989年）の共演で、その時ジェット・リーはまだホアン・チューイェンと婚姻中だったが、ホアンとは翌1990年に離婚し、その9年後にニナと再婚した[79]。この2度の結婚についてリーは、「ある女性に愛され、自分も愛していると思い結婚したものの、ある程度の年齢になって別の女性に出会い、本当の愛を見つけた」と後年に語っており[79]、ニナと出会ったことをホアンに素直に話して謝罪し、最終的にはホアンが広い心でそれを受け入れて離婚に応じてくれたとされる[79]。なお、ホアンとの間の2人の娘の学費や生活費もリーが負担している[80]。
- リーが映画で共演女優とのラブ・シーンをやらなかったのは、2番目の妻のニナ・リーが夫と共演女優との関係に厳しいためで（彼女の妊娠中、リーは映画撮影を休止しオファーを断っていた）、ニナとの再婚後リーは映画で肌も見せないようにしていたとされる[11]。デビュー作『少林寺』（1982年）の修行場面や、ニナと結婚する以前の『ファイナル・ファイター 鉄拳英雄』（1988年）では上半身裸で闘う貴重なシーンが見られ[15]、同じくニナと結婚前の『ハード・ブラッド（中国語版）』（1989年、公開1992年）には軽いものではあるが珍しいキス・シーンがあり、『ターゲット・ブルー』（1994年）では、リーの映画の中では唯一ヒロインとのラブロマンス要素が多く描かれ、女性ファンの間では人気の高い作品となっている[15]。『ロミオ・マスト・ダイ』のエンディングでもアリーヤとのキス・シーンが撮影されたことはアリーヤが発言していたが、映画本編ではカットされて単なるハグになった[81]（このカットに関してはハリウッド映画での東洋人俳優の地位の低さや差別が関係しているという説もある[82]）。
- 中国での映画検閲の厳しさは「中国武術界の至宝」と言われるジェット・リーの主演映画にまで及んでいて、『ターゲット・ブルー』（1994年）や『キス・オブ・ザ・ドラゴン』（2001年）[83][84]、『ロミオ・マスト・ダイ』（2000年）や『ブラック・ダイアモンド』も中国では上映禁止となっており[84]、リーはその中国政府の検閲処置に対しての疑問や強い抗議を表明している[83][84]。
- 『エクスペンダブルズ2』（2012年）でリーの代役を務めた26歳のスタントマン（ボディダブル）のリウ・クン（劉坤）がロケ先のブルガリアで爆発事故死してしまい、遺族が映画会社を訴えていたが[85][86]、その裁判後の賠償金が2万5000ドル（約280万円）だったため少な過ぎると不満を示していたところ、リーが自身の寄付として遺族に500万元（約8200万円）を届けた[86][87]。
- 2013年に中国で行われた青島東方影都の起工式に中国国内外の著名な俳優とともに出席した[88]。

## おもな出演・製作作品

### 映画作品
| 公開年 | 邦題 原題 | 役名                                         | 備考 | 吹き替え                                                        |
| ------ | --- | -------------------------------------------- | --- | --------------------------------------------------------------- |
| 1982   | 少林寺 | 張小虎／覚遠                                 | デビュー作 製作40周年記念として日本で2022年に4Kリマスター版で劇場再上演 | 水島裕（日本テレビ版） 森久保祥太郎（DVD版）                    |
| 1984   | 少林寺2 少林小子 | 三龍                                         | | 水島裕（日本テレビ版） 森久保祥太郎（DVD版）                    |
| 1986   | 阿羅漢 南北少林 | 智北／林智明                                 | | 水島裕（日本テレビ版） 森久保祥太郎（DVD版）                    |
| 1988   | ファイナル・ファイター 鉄拳英雄 中華英雄                                                                             | 小杰                                         | 兼監督 日本では劇場未公開（1998年2月16日公開の情報もあり） 東京国際ファンタスティック映画祭'97出品作品                                                                              | 池田秀一（DVD版）                                               |
| 1989   | ドラゴンファイト 龍在天涯                                                                                            | 李國南                                       | 日本では劇場未公開 |                                                                 |
| 1989   | ハード・ブラッド 黃飛鴻'92之龍行天下                                                                                 | 阿杰                                         | 延期された公開年は1992年 日本では劇場未公開 |                                                                 |
| 1991   | ワンス・アポン・ア・タイム・イン・チャイナ 天地黎明 武状元黄飛鴻                                                     | 黄飛鴻                                       | 第4回東京国際映画祭出品作品 | 池田秀一（DVD版）                                               |
| 1992   | ワンス・アポン・ア・タイム・イン・チャイナ 天地大乱 黄飛鴻二之男兒當自強                                             | 黄飛鴻                                       | | 池田秀一（DVD版）                                               |
| 1992   | スウォーズマン/女神伝説の章 笑傲江湖之2：東方不敗                                                                    | 令狐冲                                       | | 池田秀一（DVD版）                                               |
| 1993   | ワンス・アポン・ア・タイム・イン・チャイナ 天地争覇 黄飛鴻三之獅王爭覇                                               | 黄飛鴻                                       | 日本では劇場未公開 第6回東京国際映画祭（1993年9月）出品作品 | 池田秀一（DVD版）                                               |
| 1993   | 格闘飛龍 方世玉 方世玉                                                                                               | 方世玉                                       | 兼製作 日本では劇場未公開（1995年4月22日公開の情報もあり） DVDのタイトルは「レジェンド・オブ・フラッシュ・ファイター 格闘飛龍 方世玉」                                              | 池田秀一（VHS版） 川本克彦（DVD版）                             |
| 1993   | ラスト・ヒーロー・イン・チャイナ 烈火風雲 （ワンス・アポン・ア・タイム・イン・チャイナ 天地雄覇） 黄飛鴻之鐵鶏門蜈蚣 | 黄飛鴻                                       | 兼製作 日本では劇場未公開（1995年11月3日公開の情報もあり） | 川本克彦（DVD版）                                               |
| 1993   | 電光飛龍 方世玉2 方世玉續集                                                                                          | 方世玉                                       | 兼製作 日本では劇場未公開（1995年3月18日公開の情報もあり） 東京国際ファンタスティック映画祭'94出品作品 DVDのタイトルは「レジェンド・オブ・フラッシュ・ファイター 電光飛龍 方世玉2」 | 池田秀一（VHS版） 川本克彦（DVD版）                             |
| 1993   | マスター・オブ・リアル・カンフー 大地無限 太極張三豐                                                                 | 張君宝                                       | 兼製作 日本では劇場未公開 | 池田秀一（VHS版） 川本克彦（DVD版）                             |
| 1993   | カンフー・カルト・マスター 魔教教主 倚天屠龍記之魔教教主                                                             | 張無忌                                       | 兼製作 日本では劇場未公開（1995年11月3日公開の情報もあり） | 池田秀一（VHS版） 川本克彦（DVD版）                             |
| 1993   | ワンス・アポン・ア・タイム・イン・チャイナ/天地発狂 黄飛鴻之男兒當報國                                               |                                              | 『少林寺』でのジェット・リーの映像が短く使用されているのみ。 |                                                                 |
| 1994   | 新・少林寺伝説 洪熙官之少林五祖                                                                                      | 洪熙官                                       | 兼製作 日本では劇場未公開だったが、2021年にHDリマスター版で劇場初上演 | 池田秀一（DVD版）                                               |
| 1994   | ターゲット・ブルー 中南海保縹                                                                                        | 許正陽                                       | 兼製作 日本では劇場未公開（1995年11月10日公開の情報もあり） 東京国際ファンタスティック映画祭'95出品作品                                                                             | 池田秀一（VHS版）                                               |
| 1994   | フィスト・オブ・レジェンド 怒りの鉄拳 精武英雄                                                                       | 陳真                                         | 兼製作 日本では劇場未公開 東京国際ファンタスティック映画祭'95出品作品（予告編のみ）                                                                                                 | 池田秀一（DVD版）                                               |
| 1995   | D&D 完全黙秘 給爸爸的信                                                                                              | 鞏偉                                         | | 堀内賢雄（DVD版）                                               |
| 1995   | ハイリスク 鼠膽龍威                                                                                                  | 李杰／李大胆                                 | 日本では劇場未公開（1997年3月15日公開の情報もあり） | 池田秀一（DVD版）                                               |
| 1996   | 冒険王 冒險王 | ワイ博士／周時傑                             | 東京国際ファンタスティック映画祭'96出品作品 | 池田秀一（DVD版）                                               |
| 1996   | ブラック・マスク 黒侠                                                                                                | 徐夕                                         | | 池田秀一（DVD版）                                               |
| 1997   | ワンス・アポン・ア・タイム・イン・チャイナ&アメリカ 天地風雲 黄飛鴻之西域雄獅                                        | 黄飛鴻                                       | | 池田秀一（DVD版）                                               |
| 1998   | ヒットマン 殺手之王                                                                                                  | 小富                                         | 日本では劇場未公開 | 池田秀一（DVD版）                                               |
| 1998   | リーサル・ウェポン4 Lethal Weapon 4                                                                                  | 古華勝                                       | | 池田秀一（テレビ朝日版） 楠大典（日本テレビ版） 古澤融（DVD版） |
| 2000   | ロミオ・マスト・ダイ Romeo Must Die                                                                                  | 漢辛                                         | | 横堀悦夫（日本テレビ版） 飛田展男（DVD版）                      |
| 2001   | キス・オブ・ザ・ドラゴン Kiss of the Dragon                                                                          | リュウ・ヤン・スイヤン                       | 兼原案 | 横堀悦夫（テレビ東京版） 楠大典（DVD版）                        |
| 2001   | ザ・ワン The One | ゲイブ・ロウ／ガブリエル・ユーロウ／ロウレス | | 横堀悦夫（テレビ東京版） 井上和彦（DVD版）                      |
| 2001   | インビンシブル Invincible                                                                                            |                                              | 製作総指揮作品 出演はなし |                                                                 |
| 2002   | HERO 英雄 | 無名                                         | | 森田順平（DVD版）                                               |
| 2003   | ブラック・ダイヤモンド Cradle 2 the Grave                                                                            | ダンカン・スー                               | | 楠大典（テレビ朝日版） 飛田展男（DVD版）                        |
| 2005   | ダニー・ザ・ドッグ Unleashed/Danny the Dog                                                                           | ダニー                                       | 兼製作 | 横堀悦夫（テレビ東京版） 川本克彦（DVD版）                      |
| 2006   | SPIRIT 霍元甲 | 霍元甲                                       | 兼製作 | 池田秀一（DVD版）                                               |
| 2007   | ローグ アサシン War/Rogue Assassin                                                                                   | ローグ／ヴィクター・ショウ                   | | 池田秀一（DVD版）                                               |
| 2007   | ウォーロード/男たちの誓い 投名状                                                                                     | 龐青雲                                       | | 小山力也（DVD版）                                               |
| 2008   | ドラゴン・キングダム The Forbidden Kingdom                                                                           | 默僧／美猴王（孫悟空）                       | | 池田秀一（DVD版）                                               |
| 2008   | ハムナプトラ3 呪われた皇帝の秘宝 The Mummy: Tomb of the Dragon Emperor                                               | アー・シン・ハン皇帝（始皇帝）               | | 池田秀一（フジテレビ版）                                        |
| 2009   | 建国大業 | 陳紹寛                                       | 日本では第22回東京国際映画祭で上映のみ DVD発売なし |                                                                 |
| 2010   | 海洋天堂 | 王心誠                                       | |                                                                 |
| 2010   | エクスペンダブルズ The Expendables                                                                                   | 陰陽                                         | | 池田秀一（DVD版）                                               |
| 2011   | 白蛇伝説〜ホワイト・スネーク〜 白蛇傳説                                                                              | 法海                                         | | 池田秀一（DVD版）                                               |
| 2011   | ドラゴンゲート 空飛ぶ剣と幻の秘宝 龍門飛甲                                                                           | 赵怀安                                       | デジタル3D映画 | 池田秀一（DVD版）                                               |
| 2012   | エクスペンダブルズ2 The Expendables 2                                                                                | 陰陽                                         | | 池田秀一（DVD版）                                               |
| 2013   | ドラゴン・コップス-微笑捜査線- 不二神探                                                                              | 黃飛紅                                       | | 池田秀一（DVD版）                                               |
| 2014   | エクスペンダブルズ3 ワールドミッション The Expendables 3                                                             | 陰陽                                         | |                                                                 |
| 2016   | 封神伝奇 バトル・オブ・ゴッド 封神传奇                                                                               | 姜子牙                                       | | 池田秀一（DVD版）                                               |
| 2017   | 功守道 | 老僕李                                       | 兼製作 Web公開の短編映画 |                                                                 |
| 2020   | ムーラン Mulan | 皇帝                                         | Disney+で配信のみ | 広瀬彰勇                                                        |

ジェット・リーの日本語吹き替えは、デビュー当初は水島裕などが吹き替えを務めていたが、のちに『ワンス・アポン・ア・タイム・イン・チャイナ』シリーズで池田秀一が起用されたことがきっかけで池田が吹き替えを担当することが多くなる。ハリウッド・デビューをした後は異なる声優が務めることが多くなっていたが、『ドラゴン・キングダム』での吹き替えを機に池田がフィックス（専属声優）に近い形で担当するようになった。

### ドキュメンタリー
- 『ドキュメント 燃えよカンフー』[102][103] 中華武術 This is Kung Fu（1983年）
  - DVDのタイトルは『ジェット・リー 燃えよカンフー』[93]
- 『ジェット・リーの軌跡』 東方巨龍 Dragons of the Orient（1988年）
- 少林海燈大師 Abbot Hai Teng of Shaolin（1988年） - 上作品とほぼ同じもの。
- 大八掛 Lucky Way（1992年）
- 『真少林寺』 少林真功夫  Li Lian Jie's Shaolin Kung Fu（1994年）
- 『リーサル・ウェポン・ドキュメンタリー』 “Jet Li: Lee-thal Weapon” Documentary（1999年）
- 『HERO外伝』 Cause: The Birth Of Hero（2002年）
- 電影香江：功夫世家 Chop Socky: Cinema Hong Kong（2003年）
- 毎日文娛播報・特輯解密李連杰（2005年）
- 『バイオグラフィー：ジェット・リー』 Biography: jet li（2008年）
- 傑出華人系列：李連杰（2008年）
- 『カンフースタントマン 龍虎武師』（2023年） - 製作は2021年。アーカイブ出演

### ミュージックビデオ
- アリーヤ feat. ティンバランド「トライ・アゲイン（英語版）」（2000年）

## 著書
- 『超越生死：李連杰尋找李連杰』(Beyond Life and Death: Jet Li Looking For Jet Li)（2023年11月）

## DVD BOX
- 『レジェンド・オブ・カンフー・ヒーロー ジェット・リー DVD BOX』（2003年）
  - 「レジェンド・オブ・フラッシュ・ファイター 格闘飛龍 方世玉」「レジェンド・オブ・フラッシュ・ファイター 電光飛龍 方世玉2」「ラスト・ヒーロー・イン・チャイナ 烈火風雲（中国語版）」の3枚組

- 『レジェンド・オブ・カンフー・ヒーロー ジェット・リー DVD BOX 2』（2003年）
  - 「マスター・オブ・リアル・カンフー 大地無限」「カンフー・カルト・マスター 魔教教主」「真少林寺」の3枚組

## 受賞歴・栄誉

### 武術
- 1972年
  - 初めて参加した済南市での中国全国武術大会で優秀賞を受賞。
- 1974年
  - 成安での中国全国武術大会・少年の部で個人総合優勝。種目別「刀術」「規定拳」でも優勝。
- 1975年
  - 昆明市での中国全国武術大会・青年の部で個人総合優勝。種目別「拳術」「刀術」「規定拳」「規定槍」「対練」でも優勝。
  - 北京市での第3回全国スポーツ大会で個人総合優勝。種目別「拳術」「刀術」「対練」でも優勝。
- 1977年
  - 内蒙古での中国全国武術大会・青年の部で個人総合優勝。種目別「拳術」「刀術」でも優勝。
- 1978年
  - 湘潭市での中国全国武術大会・青年の部で個人総合優勝。種目別「拳術」「刀術」「規定拳」でも優勝。
- 1979年
  - 長沙市での中国全国武術大会・青年の部で個人総合優勝。種目別「拳術」「刀術」「規定拳」でも優勝。
  - 河北省での第4回全国スポーツ大会で個人総合優勝。
  - 北京市スポーツ委員会より特別功労賞を受賞。
- 2010年
  - 滄州国際武術祭で武術コミュニケーション推進賞を受賞。

### 俳優
- 1992年
  - 第29回金馬奨（第29屆金馬獎）で最優秀主演男優賞にノミネート（『ワンス・アポン・ア・タイム・イン・チャイナ 天地大乱』）。
- 1995年
  - 第32回金馬奨（第32屆金馬獎）で中国本土特別賞を受賞。
- 1999年
  - MTVムービー&TVアワードでMTVムービー・アワード 最優秀悪役賞にノミネート（『リーサル・ウェポン4』）
- 2001年
  - MTVムービー&TVアワードでMTVムービー・アワード 最優秀ファイト賞（英語版）にノミネート（『ロミオ・マスト・ダイ』）。
- 2002年
  - MTVムービー&TVアワードでMTVムービー・アワード 最優秀ファイト賞にノミネート（『ザ・ワン』）。
- 2003年
  - MTVムービー&TVアワードでMTVムービー・アワード 最優秀ファイト賞にノミネート（『ブラック・ダイヤモンド』）
- 2006年
  - 第28回大衆映画百花繚乱（百花奖）で最優秀主演男優賞にノミネート（『SPIRIT』）。
- 2007年
  - 第13回香港電影評論学会大奨で最優秀主演男優賞を受賞（『SPIRIT』）。
  - 第26回香港映画賞（第26屆香港電影金像獎）で最優秀主演男優賞にノミネート（『SPIRIT』）。
- 2008年
  - 第45回金馬奨（第45屆金馬獎）で最優秀主演男優賞にノミネート（『ウォーロード/男たちの誓い』）
  - 第27回香港電影金像奨（第27屆香港電影金像獎）で最優秀主演男優賞を受賞（『ウォーロード/男たちの誓い』）。
  - 第2回アジア・フィルム・アワードで最優秀主演男優賞にノミネート（『SPIRIT』）。
  - 第17回上海映画批評家大賞で最優秀主演男優賞を受賞（『ウォーロード/男たちの誓い』）。
  - 第9回中国長春映画祭で最優秀主演男優賞にノミネート（『ウォーロード/男たちの誓い』）。
  - 第29回百花繚乱映画賞で最優秀主演男優賞にノミネート（『ウォーロード/男たちの誓い』）。
- 2010年
  - 第13回上海国際映画祭で最優秀主演男優賞にノミネート（『海洋天堂』）。